# Flughafen Cerro Largo

i7
i11
i13
Der Flughafen Cerro Largo (spanisch: Aeropuerto Internacional de Cerro Largo; IATA-Code: MLZ, ICAO-Code: SUMO) ist ein Flughafen in Uruguay.
Er liegt im Osten Uruguays sechs Kilometer nordwestlich der Stadt Melo im Departamento Cerro Largo.